# Radio Quito 760 AM
Radio Quito es una emisora que opera desde la ciudad de Quito, Ecuador, en el dial 760 en amplitud modulada, que inició sus transmisiones el 18 de agosto de 1940. Forma parte de la cadena radial Ecuadoradio de propiedad de Grupo El Comercio.

## Trayectoria
La emisora funcionó inicialmente en la calle Chile (Centro histórico de Quito), cerca del Palacio de Carondelet, en el mismo edificio que diario El Comercio. Su primer director fue Carlos Mantilla.
El 12 de febrero de 1949, la radio sufrió un incendio tras la emisión de La guerra de los mundos de Orson Wells, adaptada por el chileno Eduardo Alcaraz y narrada por el periodista Leonardo Páez, quien ante la desmedida reacción de parte de la audiencia que se volcó a destruir las instalaciones de diario El Comercio y la nula respuesta de la policía nacional para controlar los desmanes, debió exiliarse en Venezuela, donde falleció en 1991. Tras el suceso, la radio retomó sus emisiones en 1951.

## Programación
Entre los años 1940 y 1970, a la par de los espacios informativos, la radio emitía espacios musicales con la presencia de artistas en vivo. Actualmente emite noticieros y espacios de opinión de manera conjunta con la emisora Platinum 90.9 FM de la cadena Ecuadoradio.